# Museo de la francmasonería
El Museo de la francmasonería (en francés: Musée de la franc-maçonnerie) está situado en la sede del Gran Oriente de Francia, en la rue Cadet número 16, en el distrito 9 de París (en francés: 9e arrondissement de Paris). Esta institución posee el distintivo "Musée de France" expedido por el Ministerio de Cultura de Francia.
El señalado museo abrió sus puertas al público el 11 de febrero de 2010, después de un importante trabajo de renovación en el edificio donde se instaló. Y como muchos otros museos, recibe apoyo del Ministère de la Culture et de la Communication, de la región Île-de-France y de la ciudad de París.

## Historia
El señalado tuvo como base el anterior museo del Gran Oriente de Francia, que fue creado en 1889, y que fue víctima de pillajes bajo la ocupación alemana; por estas circunstancias, no volvió a estar abierto al público, hasta que en 1973, sí lo hizo en oportunidad de la exposición del bicentenario del Gran Oriente de Francia.
El museo reconstituyó poco a poco sus colecciones, no sin esfuerzo; y en el año 2001, las mismas fueron completadas con la restitución de archivos masónicos por parte del gobierno ruso.
En el año 2000 se le puso el nombre de Musée de la franc-maçonnerie, y tres años después se benefició del sello (label) Musée de France.

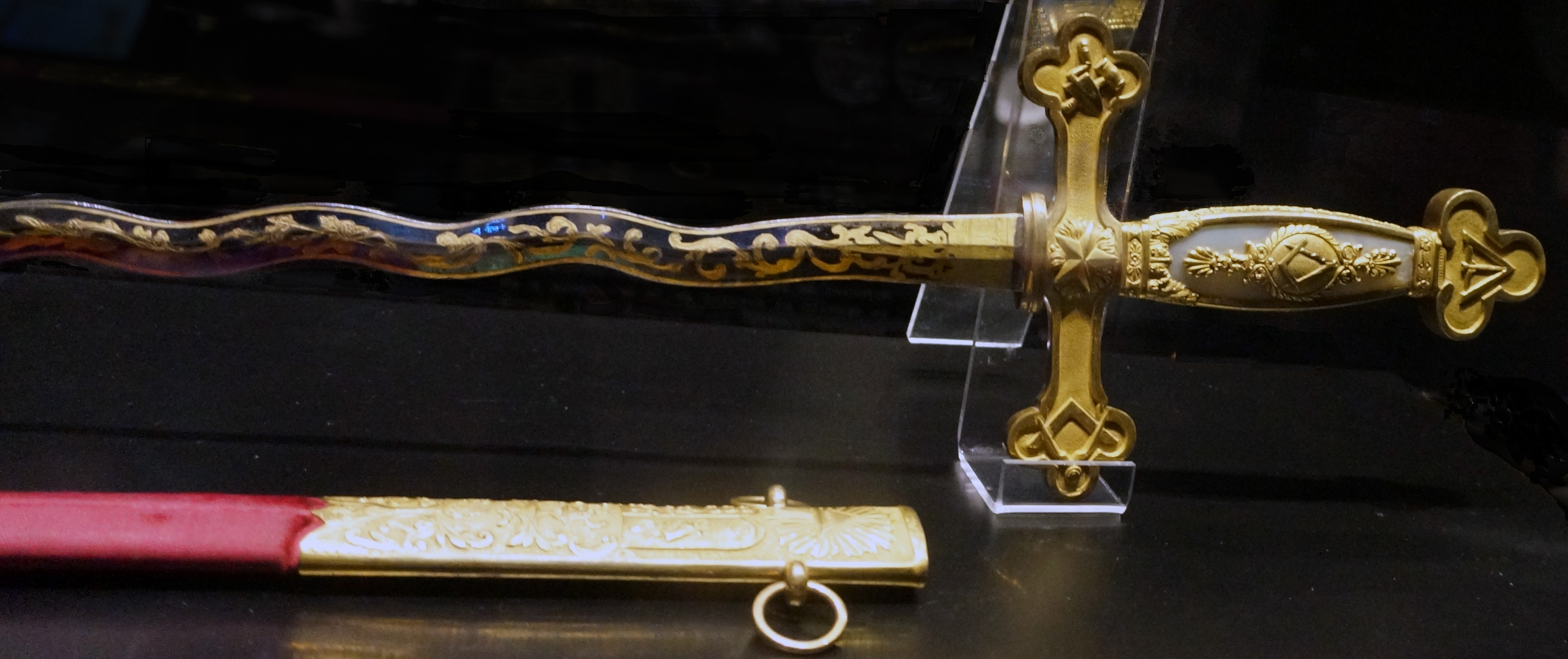
La espada del Marqués de La Fayette

En abril de 2009, una parte de los fondos del museo fueron expuestos en la exposición Fondos del Museo del Gran Oriente de Francia celebrada en el Ateneo de Madrid, y en diciembre de 2009, el museo cedió nuevamente parte de sus fondos para la exposición Masonería e ilustración, que se celebró en el Museo Valenciano de la Ilustración y la modernidad en la ciudad de Valencia, siendo la exposición más visitada hasta la fecha de dicho museo.

## Colección

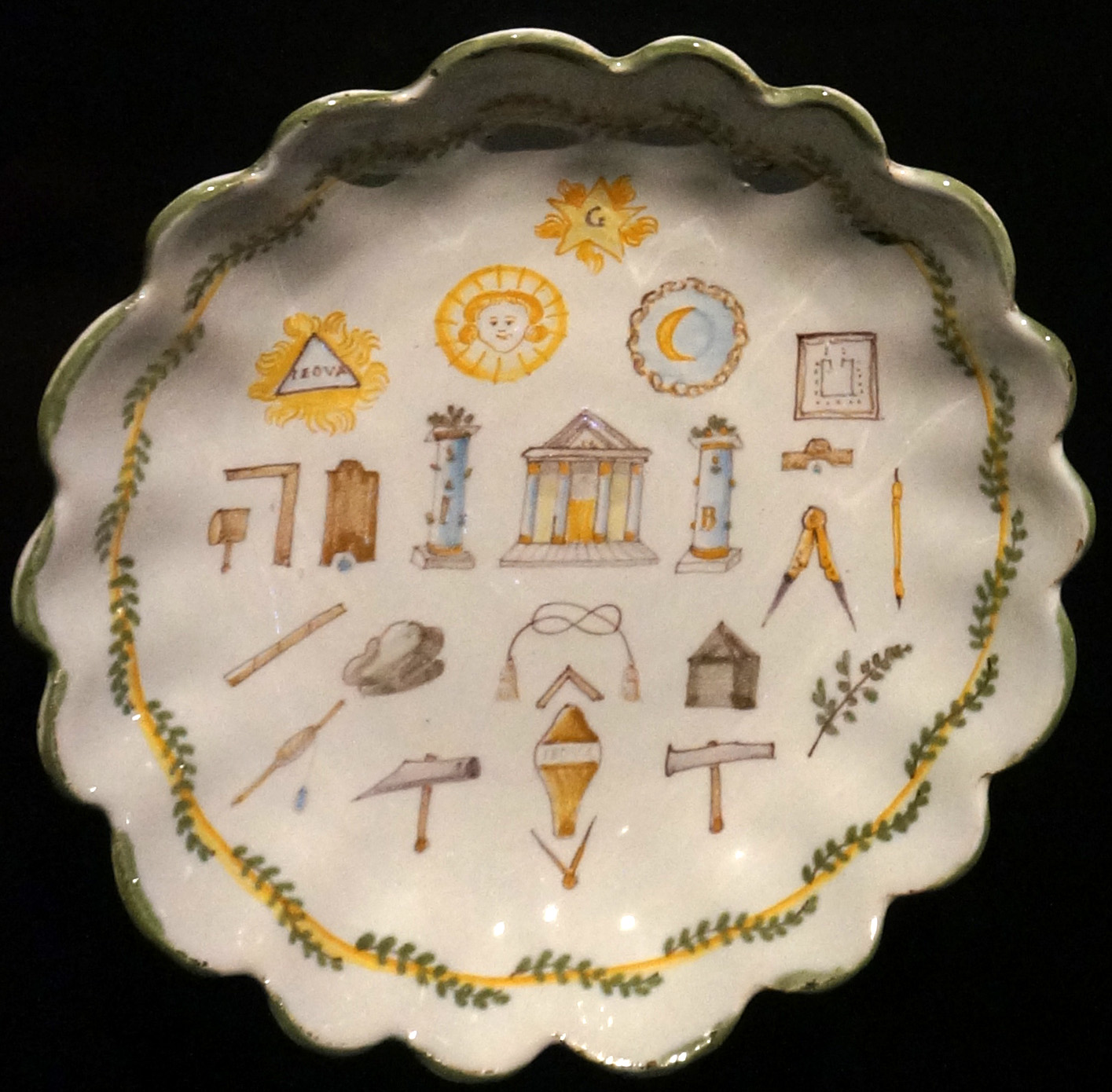
Plato.

En el museo se presenta la historia de la francmasonería, a través de colecciones de pinturas, estampas y grabados, objetos masónicos diversos, mobiliario, cerámica, y además por ciertos documentos de distintas épocas…
Entre las piezas emblemáticas allí expuestas, se cuentan:
- Un retrato del conde de Clermont,[9] Gran Maestre entre 1743 y 1771.
- «Mandiles» de Voltaire y de Jérôme Bonaparte (efímero rey de Westfalia).[10]
- La espada de «Venerable» del Marqués de La Fayette.[11]
- Una edición original de las Constituciones de Anderson de 1723.